# 화합물 목록

## 가
- 과당
- 과산화 수소
- 구아닌
- 글루코스/포도당
- 글루탐산
- 글루탐산 나트륨

## 나
- 나이트로글리세린
- 나이트로아민
- 나이트로사민/나이트로소아민
- 나프탈렌
- 니코틴

## 다
- 다이보레인/디보란
- 디옥시리보스

## 라
- 리보스/라이보스
- 리팜피신

## 마
- 메탄올 - CH3OH
- 메테인 - CH4
- 물 - H2O

## 바
- 보레인
- 벤젠 - C6H6
- 뷰테인 - C4H10
- 브로민화 암모늄
- 브로민화 수소
- 브롬화삼불화메탄
- 비산

## 사
- 사산화이질소
- 사카린
- 산화 니켈
- 산화 에틸렌
- 산화 주석
- 산화질소
- 산화 철
- 삼산화 이질소
- 삼산화 비소/비상
- 사이안화 수소/청화수소
- 사이안화 아이오딘
- 사이안화 칼륨/청산가리
- 생석회/산화 칼슘
- 수산화 나트륨
- 수산화 칼슘
- 산화마그네슘

## 아
- 아데노신
- 아데노신 삼인산
- 아데닌
- 아산화질소/일산화이질소
- 아산화 탄소/이산화삼탄소
- 아세트산 - CH3COOH
- 아세트알데하이드
- 아스파탐
- 아이소프로페인
- 알데하이드
- 알코올
- 에타인 - C2H4
- 에탄올 - CH3CH2OH
- 에테인 - C2H6
- 에틸렌
- 에틸렌 글리콜
- 에틸렌다이아민
- 에틸렌다이아민테트라아세트산/EDTA
- 염산/염화수소산
- 염소산
- 염화 나트륨
- 염화 리튬
- 염화 철
- 염화 구리
- 염화 마그네슘
- 염화 칼륨
- 염화 아연
- 염화 망간
- 염화 코발트
- 염화 니켈
- 염화 바륨
- 염화 아디포일/염화 아디프산
- 염화 암모늄
- 염화 칼슘
- 엿당
- 오산화 아이오딘
- 오산화인
- 오산화 탄탈럼
- 오존 - O3
- 옥살산
- 옥토겐/HMX
- 우라실
- 육플루오린화 황
- 이산화규소
- 이산화 셀레늄
- 이산화 염소/과산화 염소
- 이산화질소
- 이산화 타이타늄
- 이산화탄소
- 이산화황
- 인산
- 일산화질소
- 일산화탄소
- 일염화 아이오딘

## 자
- 자당
- 자일렌/크실렌
- 자일리톨
- 질산
- 질산 칼륨

## 카
- 캡사이신
- 코발트청/코발트블루
- 클로로벤젠
- 클로로포름

## 타
- 타타르산
- 탄산
- 탄산 나트륨
- 탄산 수소 나트륨 - NaHCO3
- 탄산 칼슘
- 탄화 칼슘/칼슘 카바이드
- 테트로도톡신
- 톨루엔
- 트라이나이트로톨루엔/TNT
- 티오 황산나트륨

## 파
- 파라디클로로벤젠
- 페놀
- 포도당/글루코스
- 폼알데하이드/포름알데히드
- 프로페인/프로판 - C3H8
- 프럭토스/프룩토즈/과당
- 플루오린화 수소
- 플루오린화 수소산
- 플루오린화 암모늄

## 하
- 하이포아염소산 - HOCl
- 헥사나이트로헥사아자이소부르치탄
- 헥사메틸렌디아민
- 헥세인
- 황산
- 황화 구리
- 황화 리튬
- 황화 사마륨(III)
- 황화 수소
- 황화 수소 나트륨
- 황화철
- 황화 카드뮴